# ادوارد لوئیز
ادوارد لوئیز (انگلیسی: Edward J. Lewis; ۳۰ مهٔ ۱۹۳۷ – ۳۰ نوامبر ۲۰۰۶) کارآفرین اهل ایالات متحده آمریکا بود، که در سال ۱۹۶۳ شرکت توسعه آکسفورد را تأسیس کرد.